# Abel Muzorewa
Abel Tendekayi Muzorewa (ur. 14 lipca 1925, zm. 8 kwietnia 2010) – zimbabweński biskup metodystyczny oraz polityk.
Od 1968 biskup metodystyczny Rodezji, od 1972 przewodniczący Konferencji Kościołów Afryki, założyciel (1971) i przewodniczący Afrykańskiej Rady Narodowej (ANC), przekształconej w 1977 w Zjednoczoną Afrykańską Radę Narodową (UANC). W 1976 był uczestnikiem konferencji w Genewie w sprawie Rodezji, członkiem Rady Wykonawczej Rządu Tymczasowego Rodezji. Od 1 czerwca do 11 grudnia 1979 sprawował urząd premiera Zimbabwe Rodezji. Stracił wpływy polityczne po uzyskaniu władzy przez czarną większość.
W latach 1980–1985 przewodził opozycji zimbabweńskiej skupionej w UANC.